# Underclass Hero
Underclass Hero – piąty album zespołu Sum 41. Na wydawnictwo trafiło 15 piosenek, w tym jedna ukryta. Płytę promował singel pt. "Underclass Hero".

## Spis utworów
1. "Underclass Hero" - 3:14
2. "Walking Disaster" - 4:46
3. "Speak of the Devil" - 3:58
4. "Dear Father" - 3:52
5. "Count Your Last Blessings" - 3:03
6. "Ma Poubelle" - 0:55
7. "March of the Dogs" - 3:09
8. "The Jester" - 2:48
9. "With Me" - 4:51
10. "Pull the Curtain" - 4:18
11. "King of Contradiction" - 1:40
12. "Best of Me" - 4:25
13. "Confusion and Frustration in Modern Times" - 3:46
14. "So Long Goodbye" - 3:01
15. "Look at Me" (ukryta piosenka) - 4:03 (zaczyna się w 2:00)

### Piosenki dodatkowe
- "Take a Look at Yourself" - 3:24 (tylko iTunes)
- "No Apologies" - 2:58 (Australia, UK, i Japonia)
- "This Is Goodbye" - 2:28 (tylko Japonia)
- "Walking Disaster (Live)" (tylko Japonia)
- "Count Your Last Blessings (Live)" (tylko Japonia)